# 李詡
李詡（1506年—1593年），字原德，號戒庵，江蘇江陰人，明朝诗人。

## 生平
正德元年（1506年）丙寅七月十二日出生，少為諸生，師從常熟趙承謙。勤奮讀書，惜考運不濟，一生落第七次。後淡泊仕途，居家著述。晚年以“戒庵老人”自居。好王陽明之學。萬曆二十一年（1593年）癸已五月十七日去世。著有《世德堂吟稿》4冊、《名山大川記》8冊、《心學摘要》1冊、《戒庵老人漫筆》8冊。